# 21484 Eppard
21484 Eppard (1998 HR134) là một tiểu hành tinh vành đai chính được phát hiện ngày 19 tháng 4 năm 1998 bởi nhóm nghiên cứu tiểu hành tinh gần Trái Đất phòng thí nghiệm Lincoln ở Socorro.